# Плямиста котяча акула мала
Плямиста котяча акула мала (Asymbolus parvus) — акула з роду Австралійська плямиста акула родини Котячі акули. Інша назва «карликова австралійська плямиста акула», «котяча акула-гном».

## Опис
Загальна довжина досягає 34,9 см. Голова невелика, дещо сплощена зверху. Морда подовжена. Очі великі, мигдалеподібної форми, з мигательною перетинкою. За ними розташовані невеличкі бризкальця. Рот невеликий. На кожній щелепі розташовано по 34-35 робочих зубів. Зуби дуже дрібні, з 5-7 верхівками, з яких центральна є найдовшою. У неї 5 пар коротких зябрових щілин. Тулуб стрункий та гнучкий. Грудні плавці великі. Має 2 маленьких спинних плавця однакового розміру. Передній спинний плавець розташовано позаду черевних плавців, задній — позаду анального. Черевні та анальний плавці невеличкі, низькі. Хвостовий плавець вузький, гетероцеркальний.
Забарвлення світло-коричневе з численними маленькими плямочками білого кольору.

## Спосіб життя
Тримається на глибинах від 52 до 252 м. Полює на здобич біля дна, є бентофагом. Живиться зоопланктонними організмами й дрібною рибою.
Статева зрілість настає при розмірі 28 см. Це яйцекладна акула.
Не є об'єктом промислового вилову.

## Розповсюдження
Мешкає біля західного узбережжя Австралії: від островів Дампір до архіпелагу Дакканір.